# Христианович, Василий Андреевич
Василий Андреевич Христианович (5 апреля 1803 года — 4 апреля 1847 года) — инженер-полковник, участник строительства первых висячих мостов в Петербурге, начальник 1-го округа путей сообщения.
Похоронен на Смоленском православном кладбище.

## Труды
Совместно с Василием Карловичем Треттером спроектировал и построил висячие (подвесные) мосты в Санкт-Петербурге:
- Пантелеймоновский мост
- Египетский мост
- Почтамтский мост
- Банковский мост
- Львиный мост